# Henriksdal, Järfälla kommun

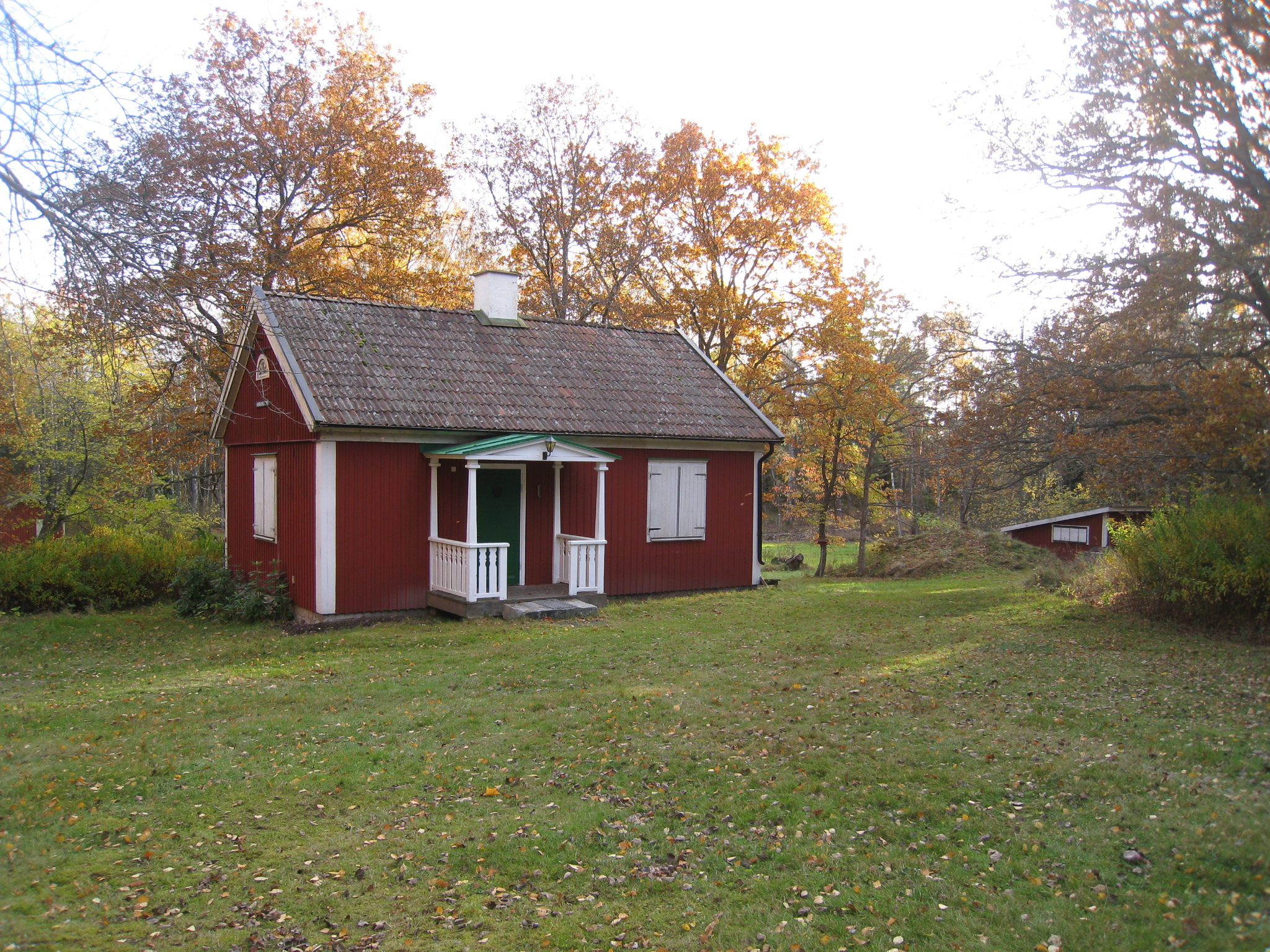
Det nuvarande bostadshuset vid Henriksdals torp. Den ursprungliga torpstugan finns inte kvar. Det finns inga uppgifter om när det nuvarande bostadshuset uppfördes, men det ursprungliga bostadshuset, som låg norr om detta hus, tillkom under perioden 1866-1869 och brann ned 1931.

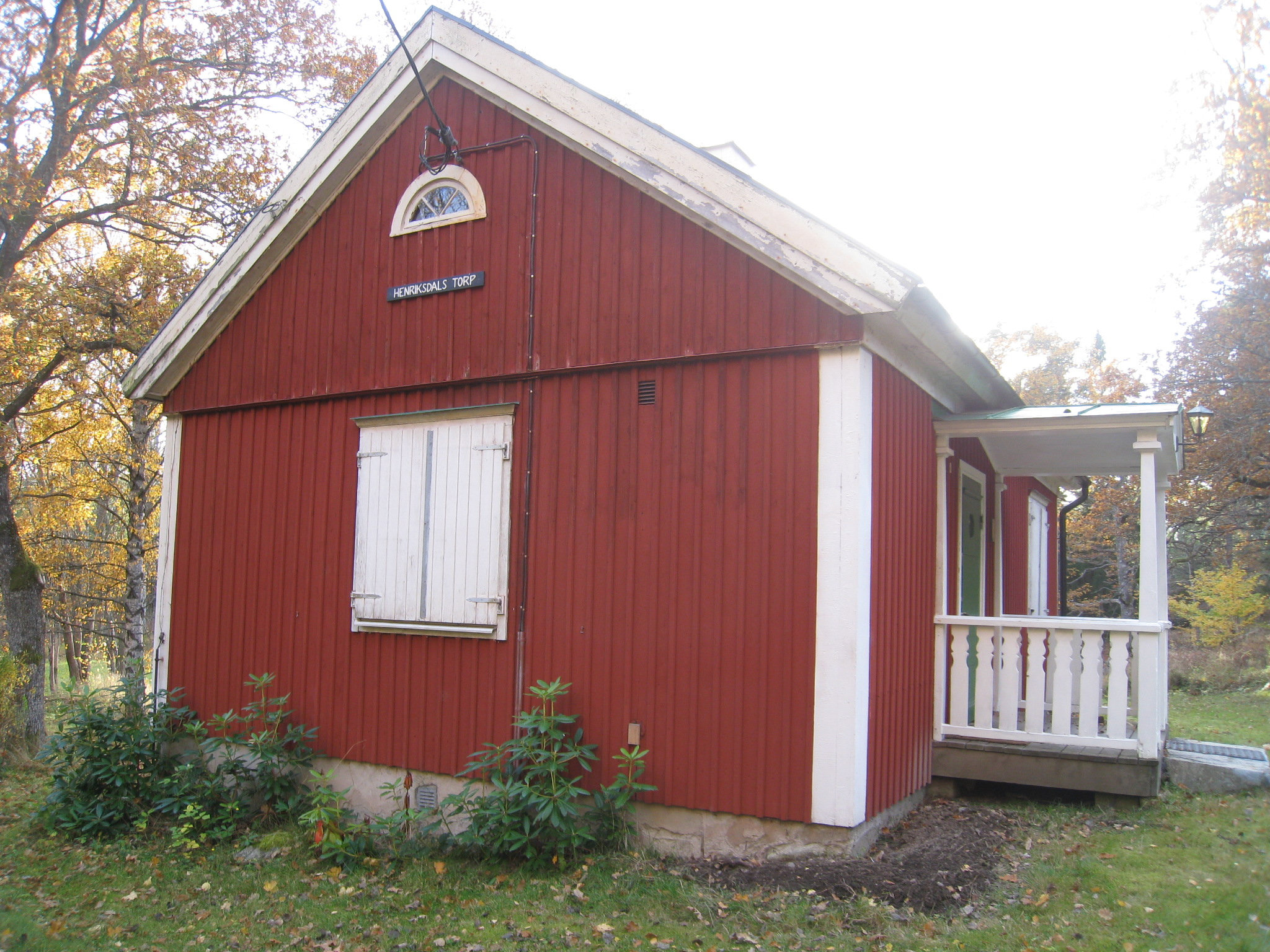
Bostadshuset med skylten Henriksdals torp på gaveln mot vägen, som går mellan Sandviks gård och Lövsta.

Henriksdal var ett torp under Sandviks gård i Järfälla kommun. Vid Henriksdal finns en torpstuga, men den ursprungliga torpstugan finns inte kvar. Henriksdals torp ligger en knapp kilometer fågelvägen sydöst om Sandvik vid den väg som förbinder Sandvik med Skogsberg under Lövsta. Det verkliga avståndet längs vägen Lövsta-Skogsberg-Sandvik är ca 1,2 km. För övrigt ligger Henriksdal alldeles intill den gama rågången mellan Sandviks gård och Lövsta by, 600 m nordnordväst om Skogsberg och cirka 1 km sydöst om Sandvik.
Ännu vid mitten på 1950-talet var Henriksdal bebott av en skogsarbetare som var anställd på Viksjö gård. Vid mitten av 1970-talet upphörde Henriksdal som permanentbostad. 1977 upplät Järfälla kommun Henriksdal till kamratföreningen Stackmyran. Till Henriksdal upptogs då en bostadsbyggnad och en uthusbyggnad. Ytterligare byggnader har sedan tillförts området. En villa från Kolarängen i Stäket kallad Milan fördes till torpplatsen, liksom en byggnad kallad Golfhuset, senare kallad Biljardvillan.
Henriksdals torp byggdes tidigast 1866 och senast 1874. Namnet Henriksdal nämns första gången tillskrivet efter namnet Sandvik just på det uppslag i husförhörslängden som upptar åren 1866-1874. I mantalslängderna namnges torpet först 1879. Dessförinnan hade de vid Henriksdal boende skrivits på Sandvik. Det har alltsedan sin tillkomst hört till Sandvik. När Henriksdal etablerades var August Fries ägare av Sandvik. Förmodligen heter torpet Henriksdal efter August Fries' maka Hindrike, men stavningen i 1877 års kontrakt är nämligen Hendrikesdal. Gustaf Andersson blev torpare på Henriksdal och husförhörslängden upptar två familjer som inflyttade, en familj 1869 och en familj 1874. Yrkesbeteckningarna på familjefäderna är "dräng" respektive "inhyses arbetskarl". Den sistnämnda beteckningen har sedan ändrats till "torpare".
Efter epoken Andersson skrivs ingen på Henriksdal som torpare. Den vanligaste yrkesbeteckningen på de boende är arbetare, men trädgårdsdräng, jordbruksarbetare, skogsarbetare, stenhuggare och timmerman finns också.

## Historik

### Namnet
Det är inte känt vem personnamnet med förleden Henrik- syftar på. Kanske att man kan söka efter namngivaren bland dem som har en anknytning till Sandvik, till exempel ägare, brukare, boende eller någon närstående till dessa grupper. Efter genomgång av samtliga namn visar det att det inte fanns någon Henrik bland dem. Kanske kan det dock vara efter August Fries maka, Hindrike Fries. Hon hade tyskt ursprung och gick kanske ge namn åt torpet med försvenskning. Efterleden -dal syftar på att platsen ligger i en svacka mellan två något högre områden åt norr och åt söder.

### Tillkomst

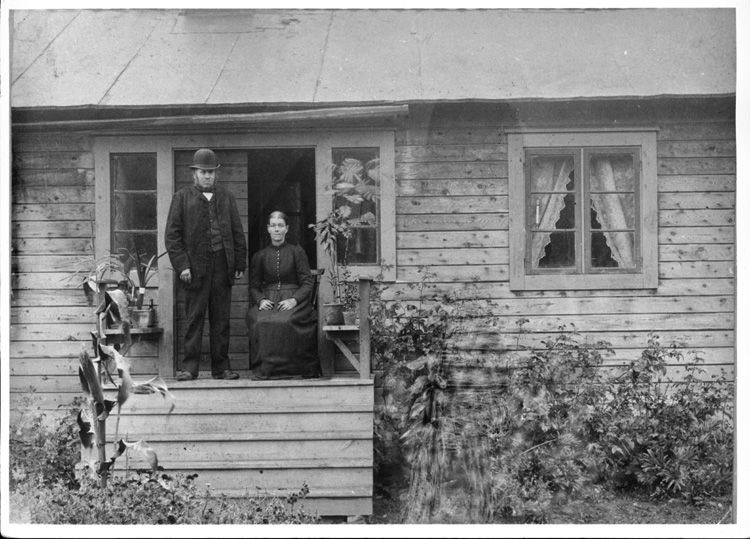
Fotografi från 1890 av torparparet Gustaf Andersson och hans hustru Helena Catharina, född Johannesdotter (kallad Mor Lena). Torpet upptages i husförhörsboken från 1866 och bebos då av torparen Gustaf Andersson, som är kvar på torpet ända till 1904.

Det är oklart om det exakta året för Henriksdals tillkomst. Man kan dock ringa in torpets etablering inom någorlunda snäva tidsgränser. Med hjälp av främst uppgifter i husförhörslängden 1861-1874 kan det konstateras, att torpet har byggts tidigast 1866 och senast 1874. Det är troligt att August Fries, som köpte Sandvik 30 december 1865 för att bli jordbrukare efter avgången från sin sjömilitära bana 1866, lät bygga Henriksdal som arbetarbostad eller torp under perioden 1866-1869. När August Fries blev verkställande direktör i Nya Ångslupsbolaget i Stockholm 1869 slog han emellertid lantbrukarplanerna ur hågen och då använde han Sandvik enbart som sommarnöje.

### Brukare och boende
Henriksdal upptas i husförhörsboken från 1866 och beboddes då av torparen Gustaf Andersson. Han var kvar på torpet ända till 1904. Först 1879 anges torpet i mantalslängderna. För dessa hade de boende vid Henriksdal skrivits på Sandvik. Husförhörslängden upptar två familjer som inflyttade, en 1869 och en 1874. Familjefädernas yrkesbeteckningar är "dräng" respektive "inhyses arbetskarl". Den sistnämnda beteckningen har sedan ändrats till "torpare". Den gäller Gustaf Andersson, som vi vet blir torpare på Henriksdal. 

### Gustaf Andersson med familj 1866-1904

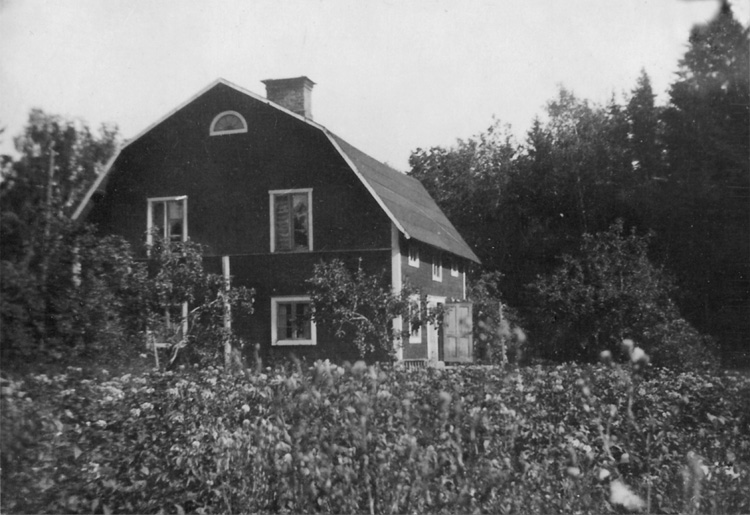
Torpet Henriksdal, augusti 1919. Torpet upptas i husförhörsboken från 1866 och bebos då av torparen Gustaf Andersson, som är kvar på torpet ända till 1904. Byggnadsåret är okänt men före 1914. Det kan inte helt uteslutas att detta hus är en på- och tillbyggnad av ett äldre hus. Byggnaden brann ner 1931. Foto genom Anderssons sondotter Nanny Gustafsson.

År 1866 flyttade två familjer in och åren 1869 och 1874 flyttade en familj in vardera året. Yrkesbeteckningen på de inflyttade familjerna var torpare, men de som först kom hade, som ovan nämnts, beteckningen "dräng" respektive "inhyses arbetskarl". Gustaf Andersson blev torpare på Henriksdal. Han kom först till Sandvik och flyttade senare över till Henriksdal, han kom till Järfälla i oktober 1866 tillsammans med hustru Helena Catharina Johannesdotter och tre barn, Carl Johan, Ida Christina och Emma Charlotta. Alla barnen var födda i Bringetofta socken i Småland åren 1858, 1861 och 1863. Ytterligare fyra barn föddes under åren i Järfälla, nämligen Anna Fredrika 1867, Lars August 1870, Augusta Helena 1871 och Otto Alfred 1875. Gustaf Andersson var brukare på Henriksdal i ca 25 år.
Gustaf Andersson fick kontrakt som gav honom nyttjanderätt till Henriksdal i 25 år. Kontraktet upprättades den 14 januari 1877 mellan honom och Sandviks ägare, godsägare Carl Axel Wilhelm Tottie, där villkoren för torpets innehavare stipuleras. Kontraktet räknades från den 14 mars 1877 till 1902. I arrendet skall Andersson årligen "på kallelse göra 15 fria mans och 15 fria Hjondagsverken på egen kost samt föröfrigt på tillsägelse verkställa arbete mot dåvarande i orten gångbart pris". Han ska också leverera 20 kannor lingon varje år till ägaren av Sandvik, drygt 50 liter. Bränsle "till nödigt behof" får han ta av vindfällen, men ej träd på rot utan särskilt tillstånd. Gustaf Andersson avled 1904 och hans maka Helena Catharina bodde kvar till slutet av 1906.

## Stenmuren
Den norra och västra sidan av Henriksdal omges av en gammal stenmur för att markera tomtgränsen och kanske även för att hägna in djur.

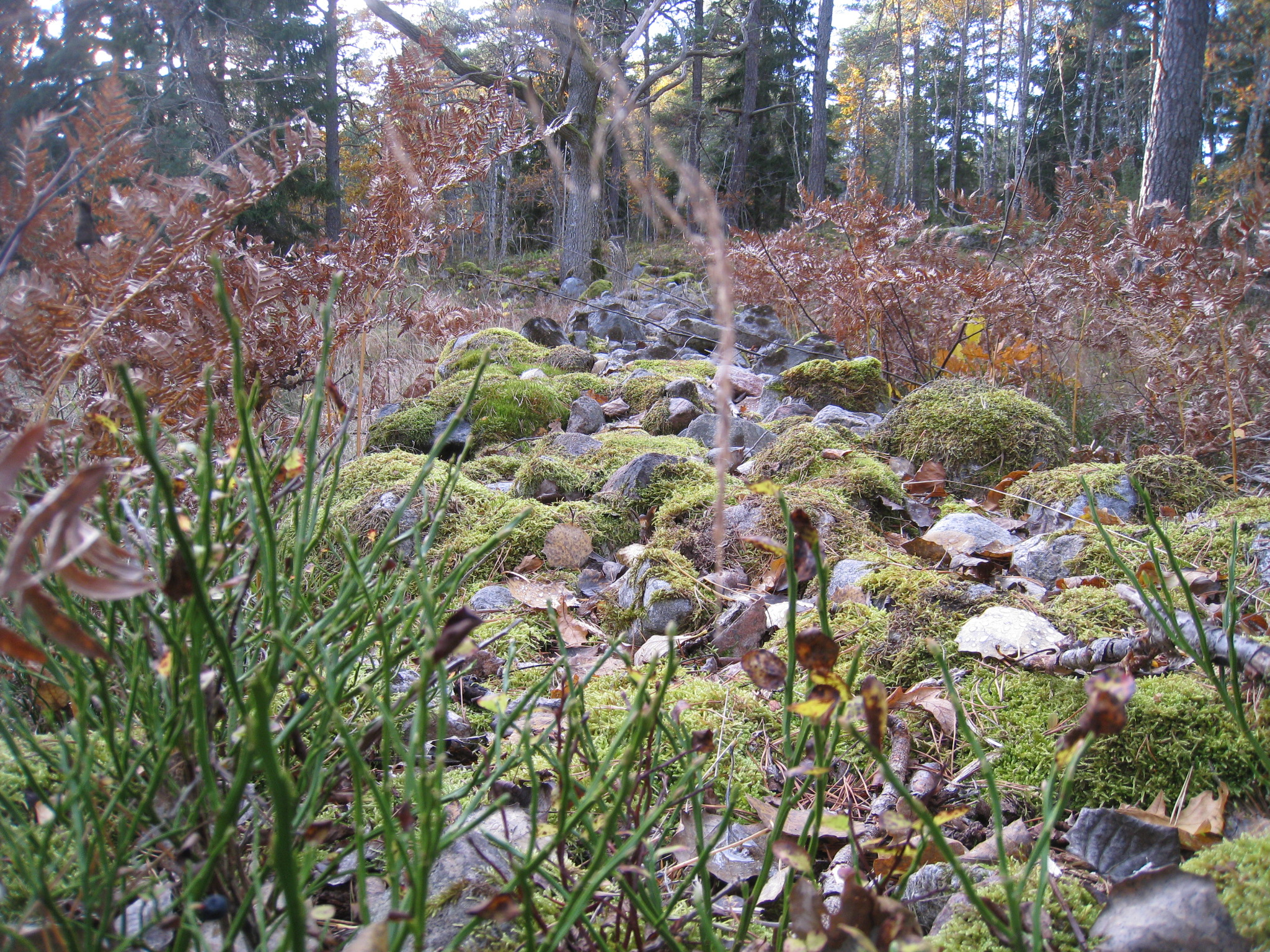
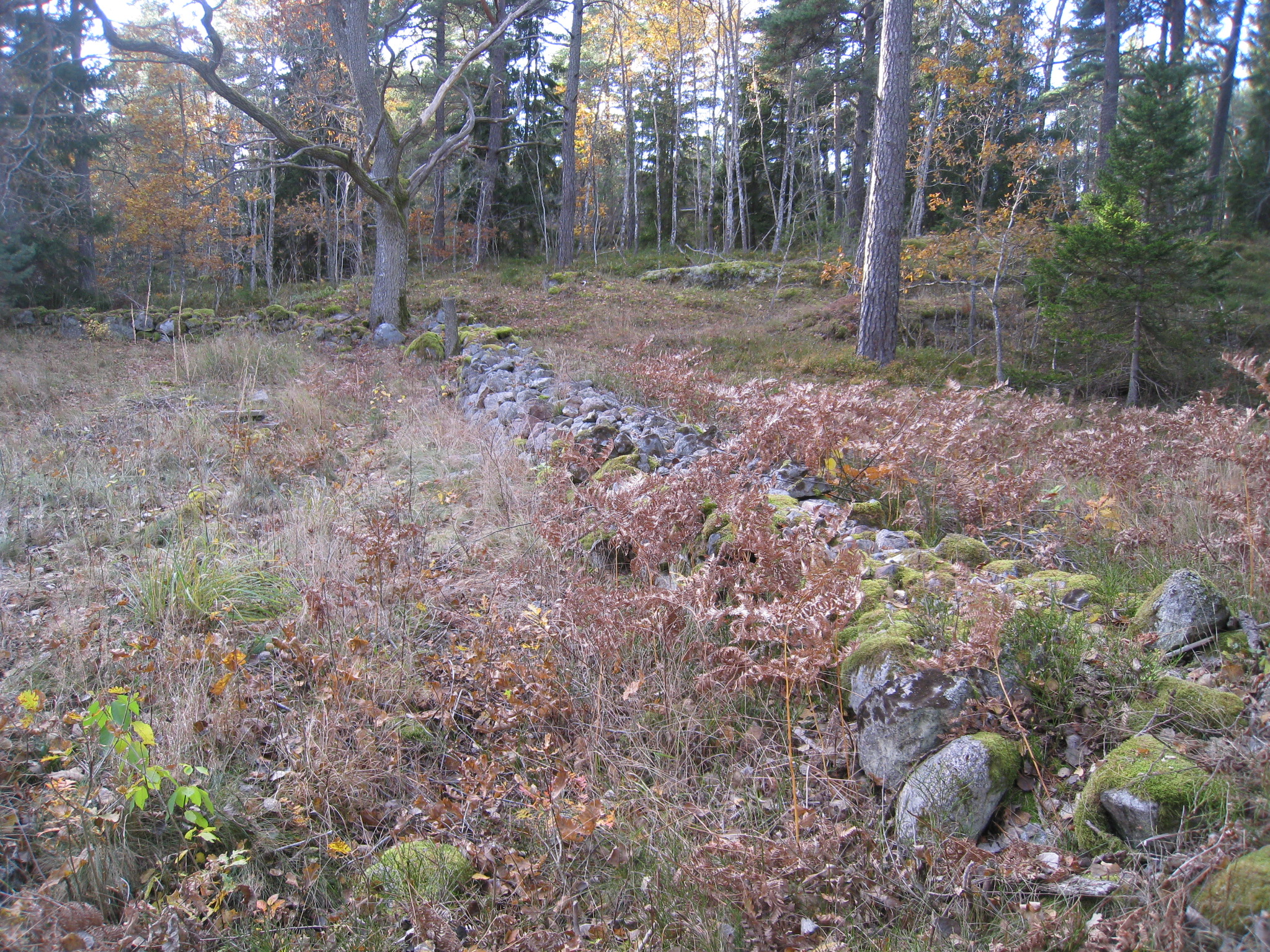
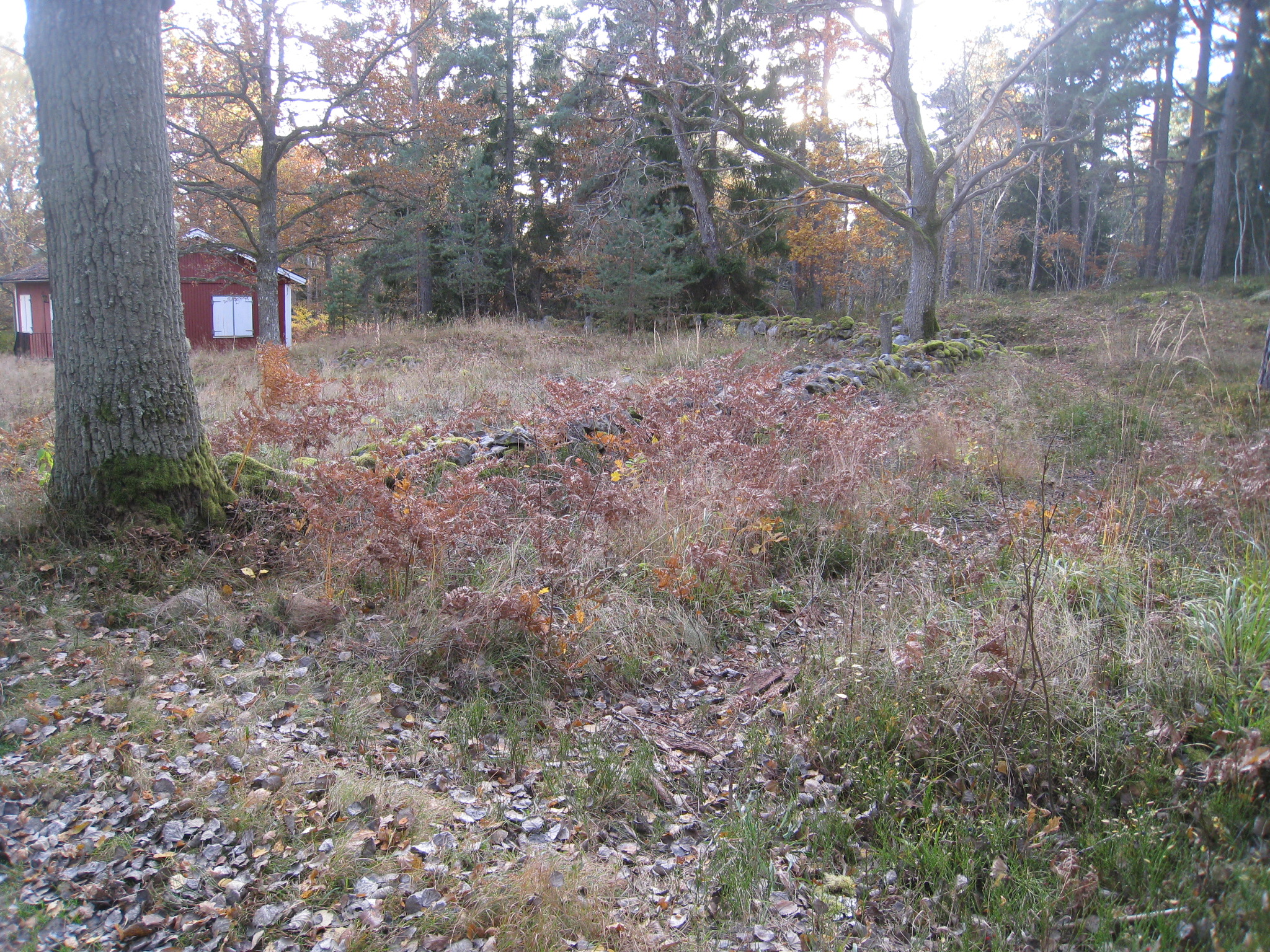

## Ägare

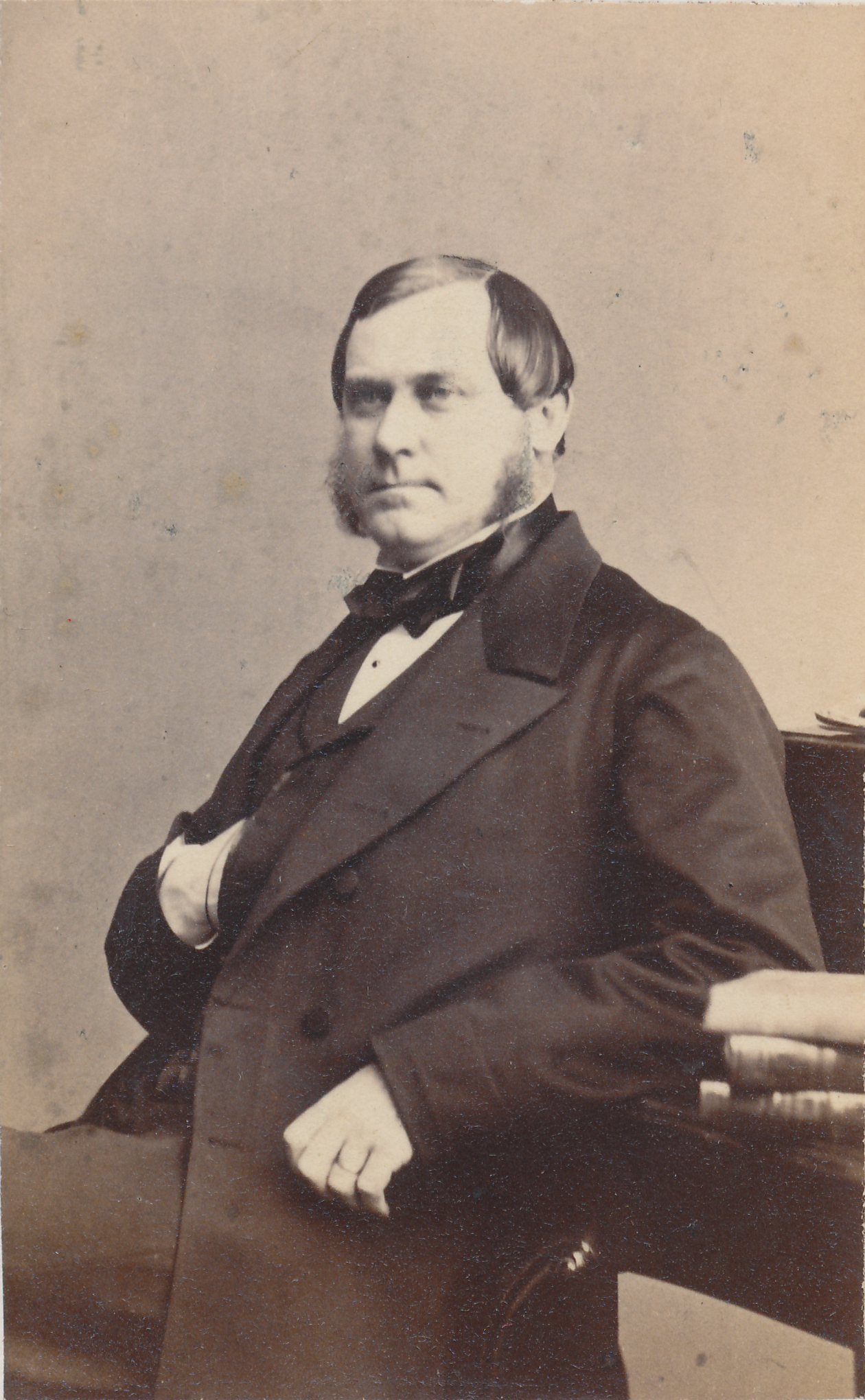
Louis De Geer (1818-1896), den då tidigare statsministern, var ägare till Henriksdal i 11 år, efter 1880.

Ägarlängden till Sandvik, och därmed till Henriksdal, upptar efter Fries 13 fysiska och juridiska personer. Ägotiderna för perioden 1872-1880 är korta. Det hinner bli fem ägare på åtta år. Ägarna är F.W. Grubb 2 år, J.A.D. Frisk 1 år, C.A.W. Tottie 3 år, C.G. Borgström 1 år och A. Rudbeck 1 år. Därefter blev i regel ägotiderna längre. Dessa var friherre Louis De Geer (tidigare statsminister) 11 år, baron Edvard Bosanquet S:t George de Kantzow 15 år, friherre Peder Magnus af Ugglas 18 år, civilingenjören och verkställande direktören i AB Hufvudstaden Carl Wiktor Andrén, Viksjö AB (dotterbolag till AB Hufvudstaden) 28 år, Fastighets AB Småhusstaden Kommanditbolag 13 år och nuvarande ägaren Järfälla kommun 30 år.

## Byggnadsbestånd
Henriksdal var försäkrat i "Allmänna Brandförsäkringsverket för byggnader å landet". Av brandförsäkringsuppgifter i AB Hufvudstadens arkiv, deponerat hos Centrum för Näringslivshistoria framgår att Henriksdal är försäkrat med 14.400 kronor år 1948, en summa som stigit till 44.200 kronor år 1958.
På Henriksdal upptas ett bostadshus av trä med två rum och två uthus av trä till en yta av 50 kvadratmeter i Viksjö AB:s fastighetsdeklaration för 1957. Ett bostadshus med uthus vid Henriksdal nämns i landsantikvariens byggnadsinventering 1973.
När Kamratföreningen Stackmyran fick dispositionsrätten till platsen vid Henriksdal 1977 tillförde de ytterligare byggnader till området. Från Kolarängen i Stäket fördes en villa kallad Milan och en annan byggnad kallad Golfhuset. Byggnaderna kunde föras hit till Viksjö eftersom Norra Kallhäll skulle börja byggas. Byggnaderna monterades ned på sin ursprungliga plats 1977 och uppfördes på Henriksdal åren 1978-1979 av föreningens medlemmar. Enligt Dag- och Gästbok för Henriksdal 1978-1983 uppfördes på Henriksdals torpplats Milan under sommaren och hösten 1978 och invigdes den 20 februari 1979. Bostadshuset och den befintliga Biljardvillan (f.d. Golfhuset) är byggd på del av bostadshusets grund, enligt Brandförsäkringsverket.

## Bilder

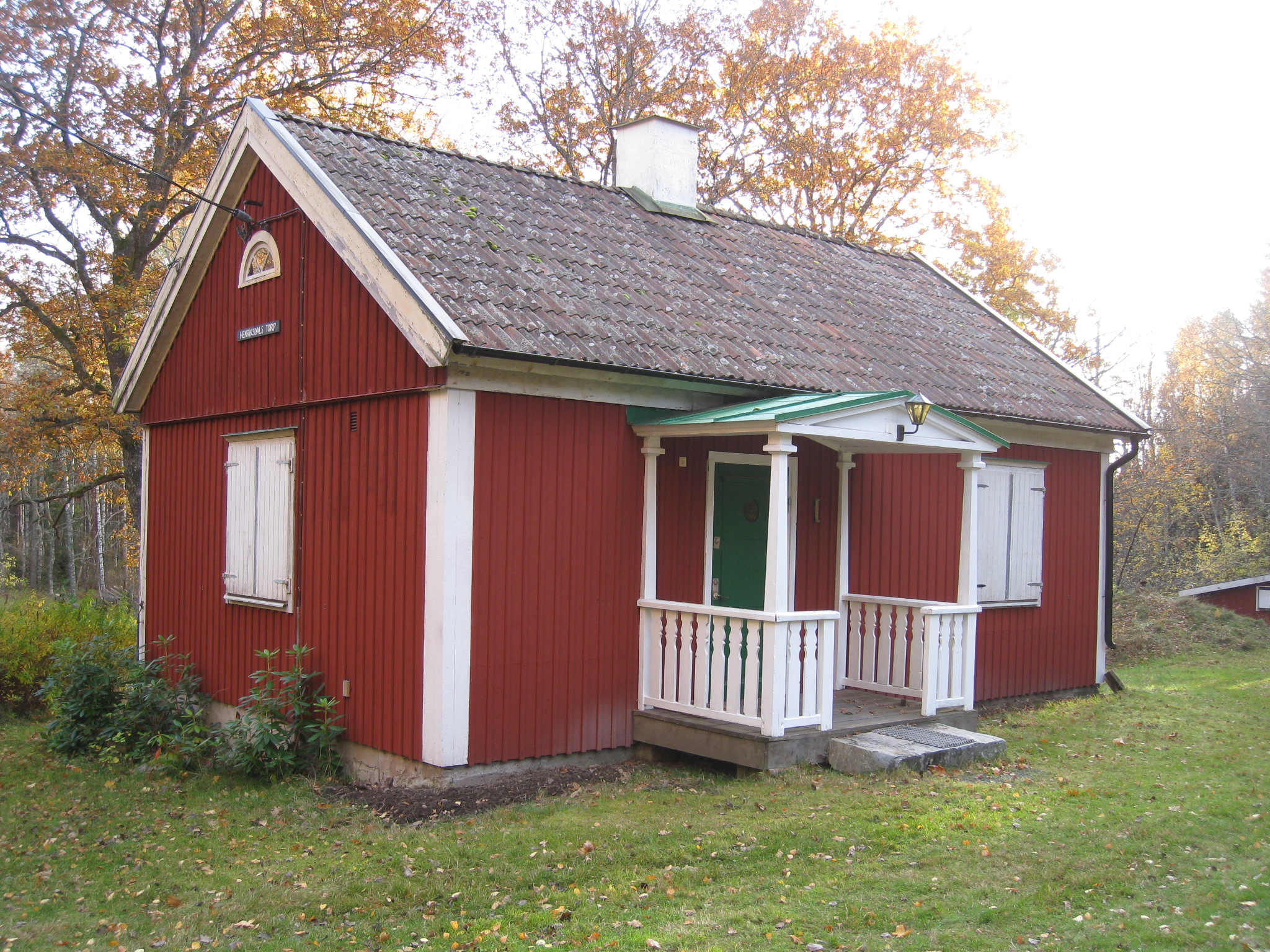
Nuvarande bostadshus vid Henriksdal.
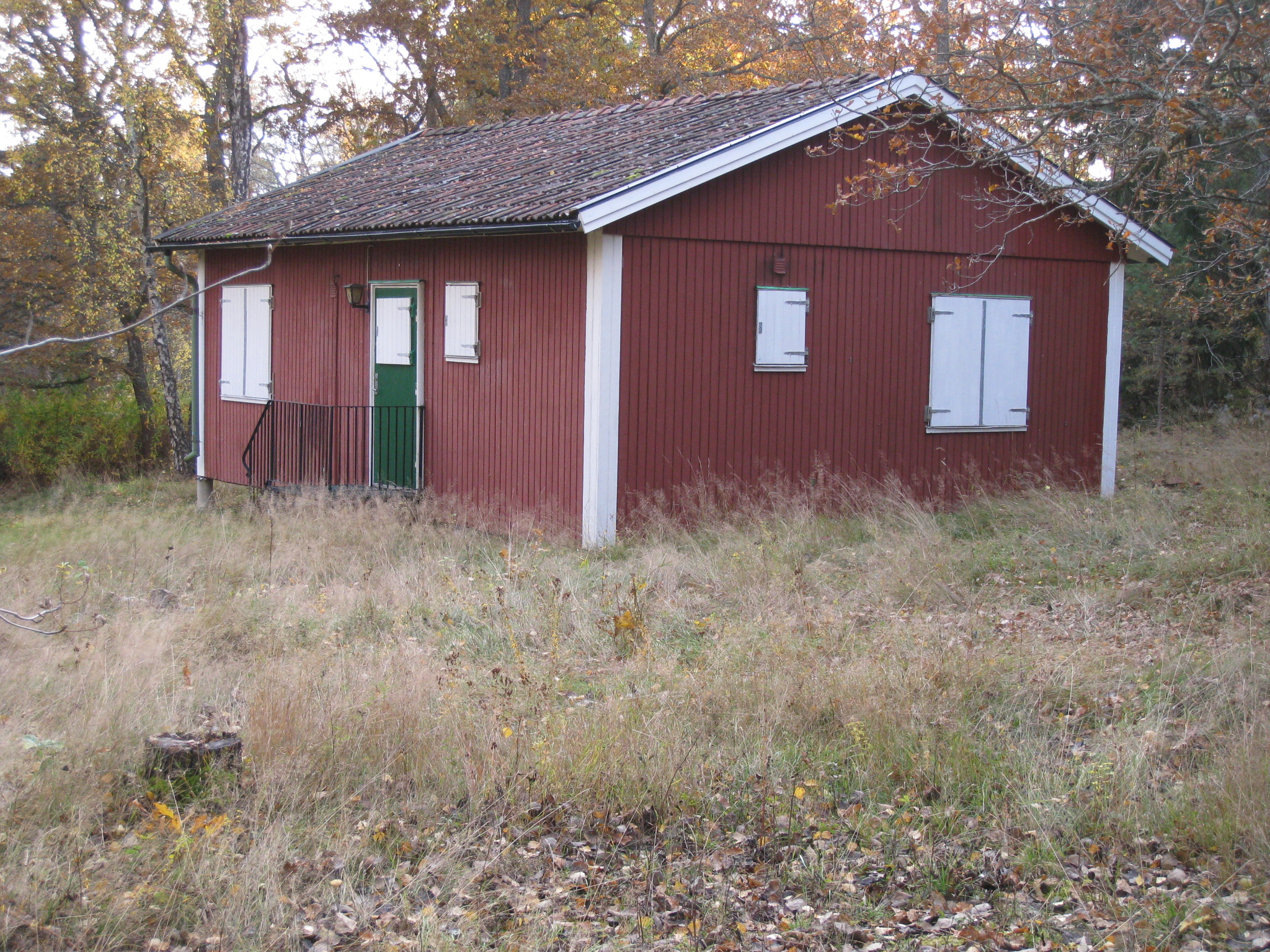
Villa Milan, som fördes till Henriksdals torpplats 1977 och invigdes 1979.
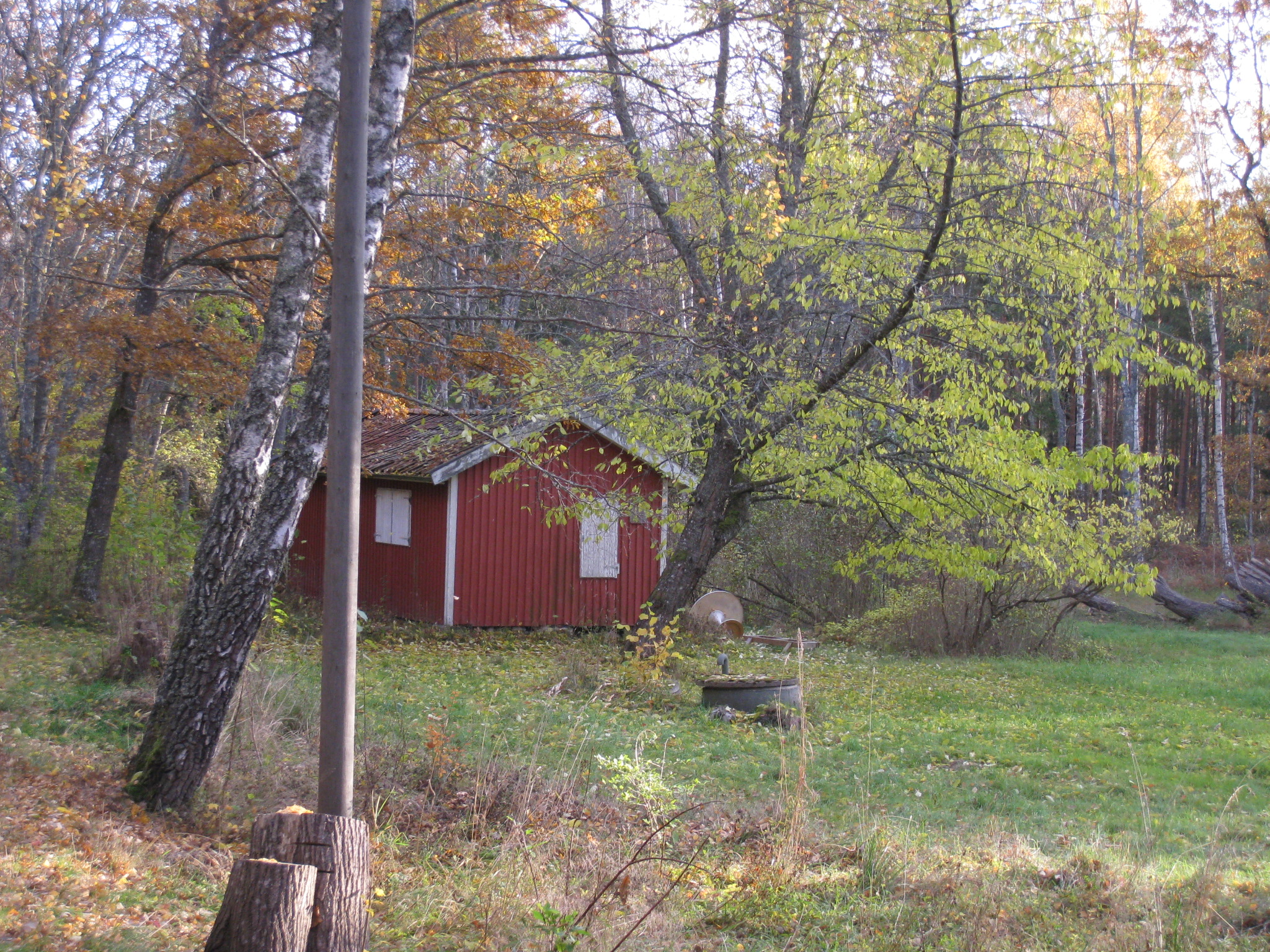
Bostadshus och den befintliga Biljardvillan (f.d. Golfhuset).
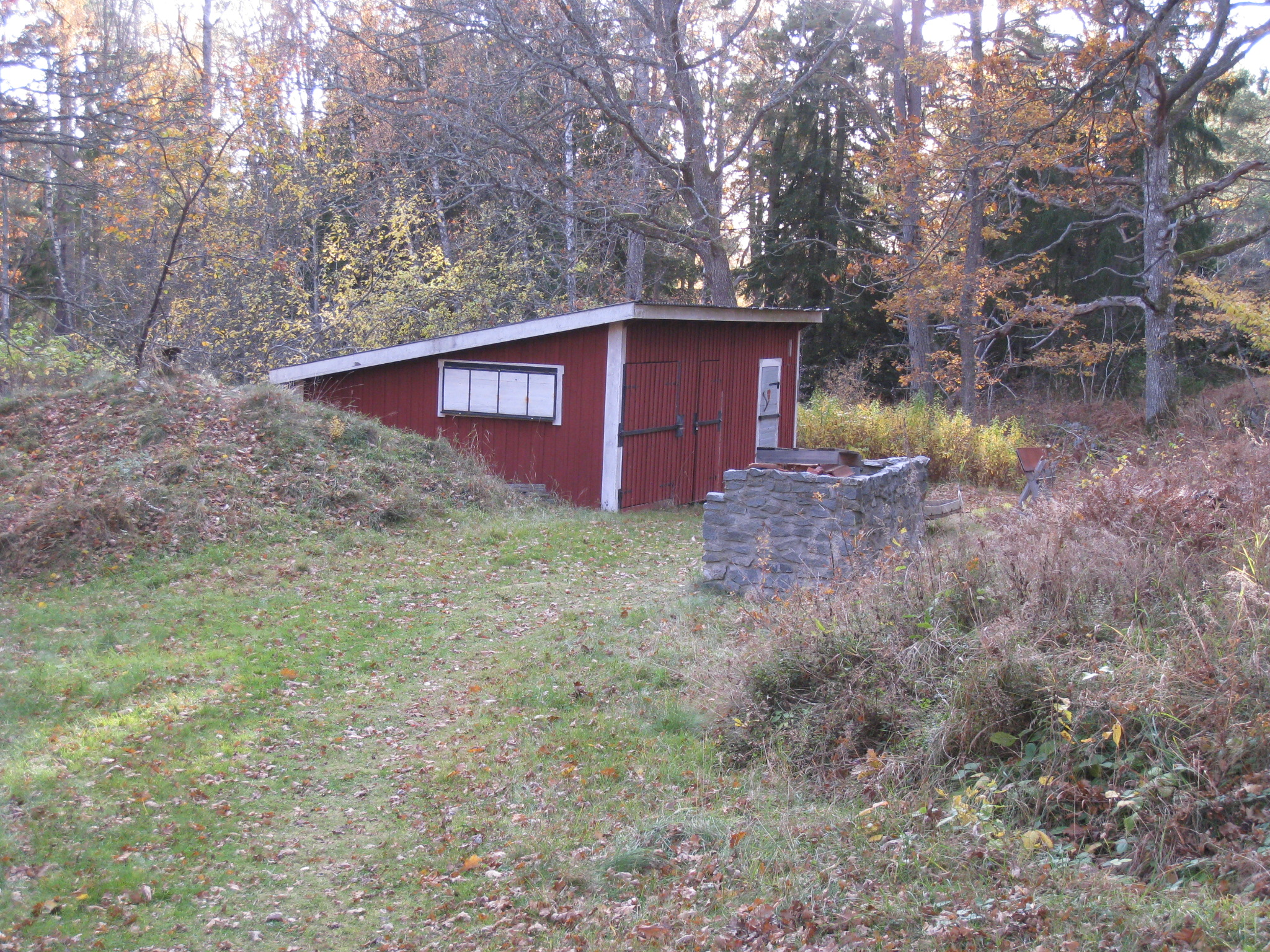
Uthus och jordkällare.
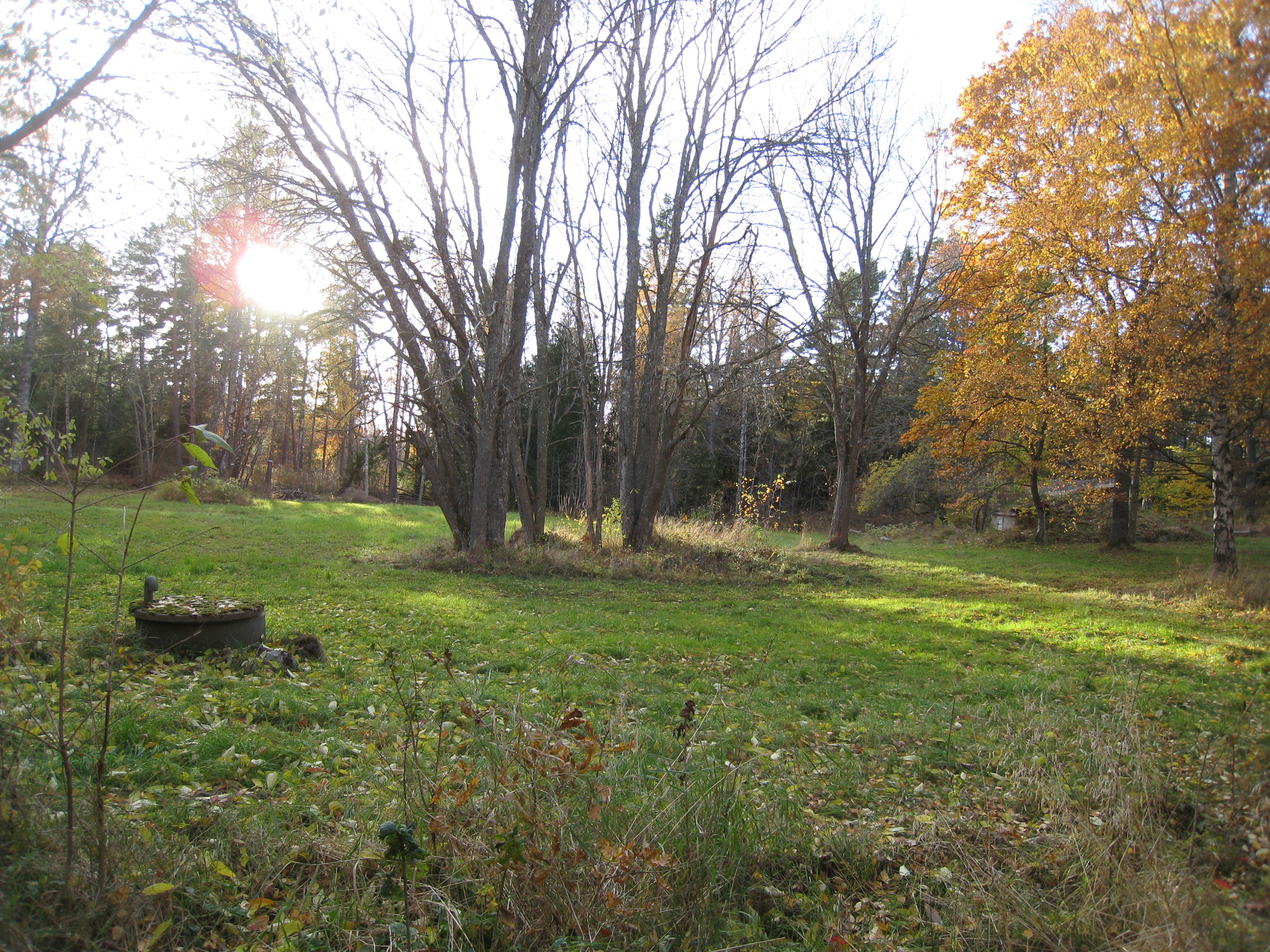
Brunnen, enligt Brandförsäkringsverket.